# Ulica Teodora Sixta w Bielsku-Białej
Ulica Teodora Sixta – ulica w centrum Bielska-Białej, na historycznym Dolnym Przedmieściu. Liczy 350 m długości i biegnie równoleżnikowo (delikatnie odchylając się w kierunku południowo-zachodnim) od ulicy 3 Maja do ulicy Juliusza Słowackiego, krzyżując się po drodze z ulicami Adama Mickiewicza, Wiktora Przybyły i Zygmunta Krasińskiego. Liczy 20 numerów po stronie parzystej i 25 po stronie nieparzystej. Na całej długości obowiązuje ruch jednokierunkowy – od ulicy Słowackiego w stronę 3 Maja. Ulica należy do miejskiej strefy płatnego parkowania.

## Historia
Ulica wytyczona została w roku 1889 w obrębie tzw. kwartału willowego. Jej patronem jest Theodor Sixt (1834–1897) – bielski fabrykant, działacz społeczny i filantrop, właściciel willi przy sąsiedniej ul. Mickiewicza (niegdyś Elisabethstraße). Nazwę tę nadano w roku 1900, funkcjonowała do końca drugiej wojny światowej i następnie została przywrócona po roku 1989. W okresie PRL ulica nosiła imię Karola Marksa.

## Zabudowa
Zabudowa ulicy jest dość zróżnicowana – w dolnej części dominuje zwarta zabudowa kamieniczna z początku XX wieku uzupełniona o późniejsze plomby, dominantą górnej wokół skrzyżowania z ul. Krasińskiego jest zespół czterech gmachów publicznych, wzniesionych między 1910 a 1930 rokiem.

### Ważniejsze obiekty
- nr 2 (róg 3 Maja 27) – neobarokowa kamienica z roku 1895 należąca niegdyś do fabrykantów Michaela Neumanna, a później Georga Schwabego (właściciela dzisiejszej Indukty);
- nr 5 – Delikatesy Wiejskie;
- nr 9-11 – dawna kamienica Moritza Bartelmussa, właściciela fabryki śrub i wyrobów emaliowanych przy ul. Podwale;
- nr 14 – dawna kamienica Rosenblumów z roku 1907, później siedziba firmy budowlanej Jüttner&Bolek, jeden z wyrazistszych zabytków architektury secesyjnej w Bielsku-Białej;
- nr 16 (róg Krasińskiego 34) – gmach Zakładu Ubezpieczeń Społecznych, pierwotnie siedziba Powiatowej Kasy Chorych wzniesiona w roku 1927 w stylu modernizującego neoklasycyzmu;
- nr 17 (róg Krasińskiego 32) – gmach I Urzędu Skarbowego, wzniesiony w roku 1921 w stylu wczesnomodernistycznym z elementami neoklasycyzmu i neobaroku dla Węglowo-Przemysłowej Spółki Akcyjnej „Silesia” (Zakłady Górnicze Silesia);
- nr 19 (róg Krasińskiego 33) – funkcjonalistyczny gmach Banku Polskiego (później siedziba bielskiego oddziału NBP i Banku Gospodarstwa Krajowego) wraz z częścią mieszkalną, wybudowany w latach 1928–1931[2]; wpisany do rejestru zabytków 9 lipca 2020 (nr rej. A/673/2020)[3];
- nr 20 – siedziba Bielskiej Szkoły Przemysłowej, neobarokowy gmach wraz z zapleczem warsztatowym z lat 1910–1913; wpisany do rejestru zabytków 30 czerwca 2022 (nr rej. A/1003/22)[4][5].